# Vítor Gomes
Vítor Hugo Gomes da Silva est un footballeur portugais né le 25 décembre 1987 à Vila do Conde. Il évolue au poste de milieu de terrain.

## Biographie
Vítor Gomes découvre la 1re division portugaise lors de la saison 2005-2006 avec le Rio Ave.
Il participe à la Coupe du monde des moins de 20 ans en 2007 avec la sélection portugaise.

## Palmarès
- Coupe du Portugal en 2018